# 天主教馬六甲-柔佛教區
天主教馬六甲-柔佛教區（拉丁語：Dioecesis Melakana-Giohorana）簡稱甲柔教區，是羅馬天主教的一個教區，範圍包括馬來西亞的馬六甲州和柔佛州，受吉隆坡總教區管轄。

## 現況
2007年，教區有30,138名教友。有21個堂區、30名司鐸、26名修士、52名修女。現任主教为伯爾納鐸·保禄（Bernard Paul），于2015年11月19日獲任命为馬六甲-柔佛教区主教。

## 歷史
1558年自果亞分出，1838年撤銷。宗座代牧區於1841年成立，1888年恢復教區。教區於1953年升格為總教區，1955年成為教省總教區，並與新加坡合併為馬六甲-新加坡總教區。1972年自新加坡總教區分出，該教區改屬吉隆坡總教區。

## 堂区列表
- 柔佛南部（南柔区）
  - 耶稣圣心主教座堂，新山
  - 圣母无染原罪堂，新山
  - 士古来天主教中心（Skudai）
  - 圣母无玷之心堂，笨珍
  - 耶稣君王堂，古来（Kulai）
  - 露德圣母堂，北干那那
  - 圣若瑟堂，避兰东（Plentong）
  - 圣德肋撒堂，马塞（Masai）
  - 圣家堂，乌鲁地南（Ulu Tiram）
  - 圣丽莎堂，哥打丁宜
  - 圣伯多禄堂，丰盛港

- 柔佛中北部（中北柔区）
  - 圣类思堂，居銮
  - 圣斐理伯堂，昔加末
  - 圣安当堂，三合港
  - 圣西满堂，拉美士（Labis）
  - 圣恩利堂，峇株巴辖
  - 圣安德肋堂，麻坡
  - 圣玛窦堂，东甲

- 马六甲区

- - 圣方济各堂，马六甲市
  - 圣伯多禄堂，马六甲市
  - 圣德肋撒堂，雅佳美浪（Gajah Berang）
  - 瓜达路佩圣母堂，古鲁蒙（Krubong）
  - 圣玛利亚堂，阿依沙叻（Ayer Salak）